# Пета дивизионна област
Пета дивизионна област е военна област на 5-а пехотна дунавска дивизия, формирана през 1892 година.

## История
Пета дивизионна област е формирана през 1892 година и е на гарнизон в Русе. В състава ѝ влизат Русенска, Тутраканска, Беленска, Горнооряховска, Търновска, Дряновска и Габровска околии и полковите окръжия на 2-ри пехотен искърски полк, 5-и пехотен дунавски полк, 18-и пехотен етърски полк и 20-и пехотен добруджански полк. Съгласно указ № 148 от 27 декември 1906 влиза в подчинение на новоформираната 3-та военноинспекционна област. През септември 1918 г. при областта е формирана 5-а опълченска сборна дружина в състав от 4 пехотни роти, 1 картечен и 1 конен взводове. От декември 1920 г. 5-а дунавска дивизионна област се преименува в 5-а дунавска полкова област, което название носи до април 1938 г. През 1941 г. областта формира интендантски части и складове, а през 1944 г. мобилизира за попълване на военно-временните си щатове.

## Наименования
През годините областта носи различни имена според претърпените реорганизации:
- Пета дунавска дивизионна област (1892)
- Пета полкова област (1920 – април 1938)
- Пета дивизионна област (април 1938 – 1945)

## Началници
Званията са към датата на заемане на длъжността.
| № | звание    | име            | дати               |
| - | --------- | -------------- | ------------------ |
|   | Полковник | Панайот Бърнев | от 4 декември 1916 |